# Space Ghost e Dino Boy
Space Ghost e Dino Boy (Space Ghost / Space Ghost and Dino Boy) è una serie televisiva animata statunitense del 1966, creata da Alex Toth.
Prodotta dalla Hanna-Barbera Productions, la serie è composta da tre segmenti: due di Space Ghost - Il Fantasma dello Spazio e uno di Dino Boy nella valle perduta. Negli Stati Uniti la serie utilizzò successivamente il titolo alternativo Space Ghost and Dino Boy per differenziarlo da Space Ghost Coast to Coast di Adult Swim, su Cartoon Network.
La serie è stata trasmessa per la prima volta negli Stati Uniti su CBS dal 10 settembre 1966 al 16 settembre 1967, per un totale di 20 episodi ripartiti su una stagione. In Italia è stata trasmessa su Ciao Ciao dal 3 febbraio 1980.

## Trama

### Space Ghost - Il Fantasma dello Spazio
Space Ghost, insieme ai due ragazzi Jan e Jace e alla loro scimmia Blip, combattono i cattivi nello spazio. Di solito i ragazzi e la loro scimmia vengono catturati o intrappolati dai cattivi e Space Ghost dovrà sconfiggere i cattivi e salvare la giornata. I nemici sono Zorak, Brak, suo fratello Sisto, Creature King, Vedova Nera, Lokar, Moltar e Metallus.

### Dino Boy nella valle perduta
Dino Boy è un giovane ragazzo di nome Todd, che si paracadutò fuori da un aereo che stava precipitando insieme ai suoi genitori.
Sbarca in una valle sud-americana sconosciuta dove dinosauri, cavernicoli e mammiferi preistorici sono sopravvissuti in qualche modo, a fianco di altre strane creature e tribù come gli Uomini Muschio, i Pigmei Rocciosi, gli Uomini dei Vermi, i Vampiroidi e altri. Dino Boy poi incontra Ugh (che salva Dino Boy da uno Smilodonte) e il suo animale domestico Bronty il Brontosauro, che gli diventa amico negli episodi a venire.

## Episodi
| Stagione       | Episodi | Prima TV USA | Prima TV Italia |
| -------------- | ------- | ------------ | --------------- |
| Prima stagione | 20      | 1966-1967    | 1980            |

## Personaggi e doppiatori

### Personaggi principali
- Space Ghost, voce originale di Gary Owens, italiana di Guido Sagliocca.
- Jan, voce originale di Ginny Tyler.
- Jace, voce originale di Tim Matheson.
- Blip, voce originale di Don Messick.
- Todd / Dino Boy, voce originale di Johnny Carson.
- Ugh, voce originale di Mike Road.
- Bronty, voce originale di Don Messick.

### Personaggi ricorrenti
- Zorak, voce originale di Don Messick.
- Brak, voce originale di Keye Luke.
- Sisto, voce originale di Don Messick.
- Re dei mostri (in originale: Creature King), voce originale di Vic Perrin e Don Messick.
- Vedova Nera (in originale: Black Widow), voce originale di Ginny Tyler.
- Lokar, voce originale di Keye Luke.
- Moltar, voce originale di Regis Cordic.
- Metallus, voce originale di Ted Cassidy
- Tusko.

## Trasmissione internazionale
- 10 settembre 1966 negli Stati Uniti su CBS;
- 5 maggio 1976 in Francia su Antenne 2;
- 3 febbraio 1980 in Italia su Ciao Ciao;[1]
- 1984 in Spagna su TV3;